# Simbabwische Cricket-Nationalmannschaft in Bangladesch in der Saison 2001/02
Die Tour der simbabwischen Cricket-Nationalmannschaft nach Bangladesch in der Saison 2001/02 fand vom 8. bis zum 26. November 2001 statt. Die internationale Cricket-Tour war Teil der internationalen Cricket-Saison 2001/02 und umfasste zwei Test Matches und drei ODIs. Simbabwe gewann die Testserie 1-0 und die ODI-Serie 3-0.

## Vorgeschichte
Simbabwe spielte zuvor eine Tour gegen England, Bangladesch spielte zuvor in der Asian Test Championship 2001/02. Das letzte Aufeinandertreffen der beiden Mannschaften in einer Tour fand in der Saison 2000/01 in Simbabwe statt. Es war die erste Heimtour Bangladeschs, in der mehr als nur ein Test ausgetragen wurde.

## Stadien
Für die Tour wurden folgende Stadien als Austragungsorte vorgesehen.
| Stadion                      | Stadt      | Kapazität | Spiele                  |
| ---------------------------- | ---------- | --------- | ----------------------- |
| M. A. Aziz Stadium           | Chittagong | 30.000    | 2. Test; 1. ODI         |
| Bangabandhu National Stadium | Dhaka      | 36.000    | 1. Test; 2. ODI; 3. ODI |

## Kader
Bangladesch benannte seinen Kader am 3. November 2001.
| Test | Test | ODI | ODI |
| Bangladesch | Simbabwe | Bangladesch | Simbabwe |
| --- | --- | --- | --- |
| - Naimur Rahman (K) - Akram Khan - Aminul Islam - Enamul Haque - Habibul Bashar - Javed Omar - Khaled Mahmud - Khaled Mashud (wk) - Manjural Islam - Mohammad Al Sahariar - Mohammad Ashraful - Mashrafe Mortaza - Mohammad Sharif - Naimur Rahman | - Brian Murphy (K) - Gary Brent - Stuart Carlisle - Dion Ebrahim - Andy Flower (wk) - Grant Flower - Travis Friend - Trevor Gripper - Doug Marillier - Henry Olonga - Heath Streak - Craig Wishart | - Khaled Mashud (K & wk) - Mohammad Ashraful - Enamul Haque - Fahim Muntasir - Javed Omar - Habibul Bashar - Hasibul Hossain - Khaled Mahmud - Manjural Islam - Mashrafe Mortaza - Mohammad Al Sahariar - Mohammad Rafique - Mohammad Sharif - Sanwar Hossain - Tushar Imran | - Stuart Carlisle (K) - Gary Brent - Dion Ebrahim - Sean Ervine - Andy Flower (wk) - Grant Flower - Travis Friend - Trevor Gripper - Doug Marillier - Mluleki Nkala - Henry Olonga - Paul Strang - Heath Streak - Craig Wishart |

## Tour Match
| 21. November Scorecard | Chittagong | Zimbabweans 162 (45.3)          | – | Chittagong Division 149 (49.4) |
|                        |            | Zimbabweans gewinnt mit 13 Runs |   |                                |

## Test Matches

### Erster Test in Dhaka
| 8. – 12. November Scorecard | Dhaka | Bangladesch 107 (48.2) & 125-3 (46.4) | – | Simbabwe 431 (150) |
|                             |       | Remis                                 |   |                    |

### Zweiter Test in Chittagong
| 15. – 19. November Scorecard | Chittagong | Simbabwe 542-7d (160) & 11-2 (2.4) | – | Bangladesch 251 (95.3) & 301 (126.4) (f/o) |
|                              |            | Simbabwe gewinnt mit 8 Wickets     |   |                                            |

## One-Day Internationals

### Erstes ODI in Chittagong
| 23. November Scorecard | Chittagong | Bangladesch 156 (48.4)         | – | Simbabwe 161-5 (42.2) |
|                        |            | Simbabwe gewinnt mit 5 Wickets |   |                       |

### Zweites ODI in Dhaka
| 25. November Scorecard | Dhaka | Simbabwe 309-6 (50)          | – | Bangladesch 267-9 (50) |
|                        |       | Simbabwe gewinnt mit 42 Runs |   |                        |

### Drittes ODI in Dhaka
| 26. November Scorecard | Dhaka | Bangladesch 215 (48.1)         | – | Simbabwe 219-3 (49.1) |
|                        |       | Simbabwe gewinnt mit 7 Wickets |   |                       |

## Statistiken
Die folgenden Cricketstatistiken wurden bei dieser Tour erzielt.
| Tests            | Tests       | Tests   | Tests   | Tests   | Tests   | Tests   | Tests   | Tests   |
| Batting          | Batting     | Batting | Batting | Batting | Batting | Batting | Batting | Batting |
| Spieler          | Mannschaft  | Spiele  | Innings | Runs    | Average | HS      | 100s    | 50s     |
| ---------------- | ----------- | ------- | ------- | ------- | ------- | ------- | ------- | ------- |
| Habibul Bashar   | Bangladesch | 2       | 4       | 249     | 62,25   | 108     | 1       | 2       |
| Craig Wishart    | Simbabwe    | 2       | 2       | 208     | 104,00  | 114     | 1       | 1       |
| Andy Flower      | Simbabwe    | 2       | 2       | 142     | 142,00  | 114*    | 1       | 0       |
| Javed Omar       | Bangladesch | 2       | 4       | 126     | 31,50   | 80      | 0       | 1       |
| Doug Marillier   | Simbabwe    | 2       | 2       | 125     | 62,50   | 73      | 0       | 2       |
| Bowling          |             |         |         |         |         |         |         |         |
| Spieler          | Mannschaft  | Spiele  | Overs   | Wickets | Average | BBI     | 5W      | 10W     |
| Grant Flower     | Simbabwe    | 2       | 54.1    | 8       | 13,00   | 4/41    | 0       | 0       |
| Travis Friend    | Simbabwe    | 2       | 70.4    | 8       | 21,62   | 5/31    | 1       | 0       |
| Mashrafe Mortaza | Bangladesch | 2       | 61.4    | 8       | 27,12   | 4/106   | 0       | 0       |
| Doug Marillier   | Simbabwe    | 2       | 41      | 7       | 16,00   | 4/57    | 0       | 0       |
| Henry Olonga     | Simbabwe    | 2       | 38.2    | 5       | 21,20   | 3/18    | 0       | 0       |
| Enamul Haque     | Bangladesch | 2       | 98      | 5       | 41,80   | 3/74    | 0       | 0       |

| ODIs                 | ODIs        | ODIs    | ODIs    | ODIs    | ODIs    | ODIs    | ODIs    | ODIs    |
| Batting              | Batting     | Batting | Batting | Batting | Batting | Batting | Batting | Batting |
| Spieler              | Mannschaft  | Spiele  | Innings | Runs    | Average | HS      | 100s    | 50s     |
| -------------------- | ----------- | ------- | ------- | ------- | ------- | ------- | ------- | ------- |
| Dion Ebrahim         | Simbabwe    | 3       | 3       | 211     | 105,50  | 121     | 1       | 1       |
| Craig Wishart        | Simbabwe    | 3       | 3       | 152     | 152,00  | 79*     | 0       | 2       |
| Stuart Carlisle      | Simbabwe    | 3       | 3       | 145     | 72,50   | 55*     | 0       | 1       |
| Habibul Bashar       | Bangladesch | 3       | 3       | 115     | 38,33   | 66      | 0       | 1       |
| Mohammad Al Sahariar | Bangladesch | 3       | 3       | 87      | 29,00   | 59      | 0       | 1       |
| Bowling              |             |         |         |         |         |         |         |         |
| Spieler              | Mannschaft  | Spiele  | Overs   | Wickets | Average | BBI     | 5W      | 10W     |
| Heath Streak         | Simbabwe    | 3       | 27.5    | 6       | 17,00   | 3/26    | 0       | 0       |
| Gary Brent           | Simbabwe    | 2       | 16      | 5       | 12,00   | 3/29    | 0       | 0       |
| Travis Friend        | Simbabwe    | 3       | 25      | 4       | 26,00   | 3/25    | 0       | 0       |
| Mashrafe Mortaza     | Bangladesch | 3       | 27.2    | 4       | 29,00   | 2/26    | 0       | 0       |
| Sean Ervine          | Simbabwe    | 3       | 24      | 3       | 31,66   | 2/39    | 0       | 0       |

## Player of the Series
Als Player of the Series wurden die folgenden Spieler ausgezeichnet.
| Serie | Player of the Series |
| ----- | -------------------- |
| ODI   | Dion Ebrahim         |

### Player of the Match
Als Player of the Match wurden die folgenden Spieler ausgezeichnet.
| Spiel   | Player of the Match |
| ------- | ------------------- |
| 1. Test | Travis Friend       |
| 2. Test | Grant Flower        |
| 1. ODI  | Craig Wishart       |
| 2. ODI  | Dion Ebrahim        |
| 3. ODI  | Dion Ebrahim        |